# Sakrätt
Sakrätt är en juridisk term som innefattar ett rättsförhållande eller avtalsförhållande som berör tredje man.
Som en följd av detta råder inte som i allmänhet full avtalsfrihet utan olika bestämmelser kan uppställas till skydd för tredje mans intressen.
Som rättsområde är sakrätten den delen av förmögenhetsrätten
som behandlar rättigheterna i egendom samt de frågor som har att göra med tredje mans rätt till samma egendom.
Sakrätt i en annan mening är själva de förmögensrättsliga rättigheterna som har visst skydd mot tredje man.
Den svenska sakrätten har i huvudsak tre sakrätter (det bör noteras att begreppet sakrätt inte är klart definierat. Olika författare använder det på olika sätt. Enligt vissa definitioner är det vanskligt att tala om olika rättigheter som sakrätter. Med sakrätt avses då snarare rättigheter som erhåller sakrättsligt skydd): äganderätt, säkerhetsrätt och bruksrätt. 
- Äganderätt är det juridiska begrepp som beskriver mesta möjliga rätt som ett subjekt kan ha till viss egendom. Mesta möjliga rätt fås genom en överlåtelse (köp, byte eller gåva) och ger således förvärvaren all den rätt överlåtaren hade till egendomen.
- Säkerhetsrätt och bruksrätt är i förhållande till äganderätt så kallade begränsade rättigheter. Säkerhetsrätter är främst panträtt, retentionsrätt och företagshypotek. Bruksrätt är framför allt nyttjanderätt och servitut. De begränsade sakrätterna (säkerhetsrätt och bruksrätt) uppkommer oftast genom avtal och benämns såsom en upplåtelse eftersom ägaren endast överför en del av sin rätt till förvärvaren/brukaren.

Många länders rättssystem tillåter endast vissa typer av sakrätter (numerus clausus) till skillnad från de obligatoriska rättigheterna som finns i många olika varianter.[källa behövs]
Inom sakrätten kan flera olika konflikter uppenbara sig. Fyra är dock vanligare än andra. Dessa är följande:
- Godtrosförvärv enligt lagen (1986:796) om godtrosförvärv av lösöre.
- Dubbeldispositioner.
- Gäldenären är i konkurs eller föremål för utmätning och besitter annans egendom med begränsad rätt därtill.
- Gäldenären är i konkurs eller föremål för utmätning och besitter annans egendom.